# نایان (شاهزاده مغول)
نایان (انگلیسی: Nayan; c. 1257 – ژوئیه ۱۲۸۷) شاهزاده‌ای از خاندان سلطنتی بورجیگین از امپراتوری مغول بود که در مناطق شمال غربی ایران حکومت میکرد. وی شورش چشمگیر و جدی را علیه خاقان، قوبلای خان انجام داد. او یک مسیحی نستوریایی نسطوری بود. بخش اعظم آنچه از نایان شناخته شده‌است توسط مسافر ونیزی مارکو پولو ثبت شده‌است.